# Cambia (Alta Córsega)
Cambia é uma comuna francesa na região administrativa de Córsega, no departamento da Alta Córsega. Estende-se por uma área de 8,28 km². 